# 263251 Pandabear
A 263251 Pandabear (ideiglenes jelöléssel 2008 AA119) a Naprendszer kisbolygóövében található aszteroida. Paul A. Wiegert és A. Papadimos fedezték fel 2008. január 6-án.